# Pikku Vassaljärvi
Pikku Vassaljärvi är en sjö i kommunen Enare i landskapet Lappland i Finland. Sjön ligger 142,7 meter över havet. Arean är 52 hektar och strandlinjen är 5,83 kilometer lång. Sjön  ingår i Neidenälvens huvudavrinningsområde.   Den ligger omkring 340 kilometer norr om Rovaniemi och omkring 1000 kilometer norr om Helsingfors. 